# Carlos Espíndola
Carlos Eduardo Nesello Espíndola (Florianópolis, 12 luglio 1993) è un giocatore di calcio a 5 brasiliano.

## Biografia
Anche i due fratelli (il gemello Pedro e Victor)  sono giocatori di calcio a 5, rispettivamente laterale e portiere.

## Carriera
Formatosi in patria, dove nel 2016 ha vinto Superliga e Taça paulista con l'Intelli, è stato portato in Italia dall'Asti nel dicembre del 2015, contribuendo alla vittoria dello scudetto. Nella stagione successiva passa ai cechi dell'Era-Pack Chrudim con cui debutta in Coppa UEFA; a metà stagione si trasferisce a Zagabria, dove vince, con il Nacional, coppa e campionato. Nel 2017-18 ritorna in Italia, accasandosi al Napoli. Nella stagione seguente viene acquistato dal Jaén per sostituire lo spagnolo Dídac Plana passato al Barcellona.

## Palmarès
- Campionato italiano: 2
Asti: 2015-16
Italservice: 2021-22
- Coppa Italia: 1
Italservice: 2021-22
- Supercoppa italiana: 1
Italservice: 2021
- Coppa di Spagna: 1

Jaén: 2022-23